# آنا كراوس
آنا كراوس (بالإنجليزية: Anna Kraus)‏ هي لاعبة كرة قدم أمريكية، ولدت في 1980 في سانيفال في الولايات المتحدة. لعبت مع San Diego Spirit ‏.